# Chlorobium
Chlorobium es un género de bacterias del grupo Chlorobia, las bacterias verdes del azufre. Estas bacterias son bacilos inmóviles rectos o curvados, cuyo metabolismo consiste en ser oxidantes fotolitotrofas del azufre. Utilizan una cadena de transporte de electrones no cíclica para reducir NAD+. Como donante de electrones utilizan sulfuro de hidrógeno y como fuente de carbono, dióxido de carbono. No presentan vesículas de gas.
Chlorobium presenta un color verde oscuro; en una Columna de Winogradsky, la capa verde observada a menudo se compone de estos organismos. Vive en condiciones estrictamente anaerobias bajo la superficie del agua, comúnmente en las zonas anaerobias de los lagos eutróficos.
Este género incluye a C. clathratiforme, C. limicola, C. luteolum, C. phaeobacteroides y a C. phaeovibroides. El genoma completo de Chlorobaculum tepidum , antes también conocida como C. tepidum, que consiste de 2,15 megabases (Mb), fue publicado en el año 2002.